# Abrochia augusta
Abrochia augusta är en fjärilsart som beskrevs av Druce 1884. Abrochia augusta ingår i släktet Abrochia och familjen björnspinnare. Inga underarter finns listade i Catalogue of Life.